# Kronprinsessegades Kaserne
Kronprinsessegades Kaserne eller Artillerikasernen, Kronprinsessegade 46 A-E, er en tidligere kaserne i København.
Forhuset og den tilstødende længe i gården samt portpiller mod Kronprinsessegade er opført 1803 af Philip Lange (portpillerne ombygget flere gange), mens forhuset og baghuset atter blev udvidet 1805-06 af Andreas Hallander og J.H. Rawert). 
I tilfælde af mobilisering kunne kasernen rumme 300 mand.
De tre bygninger blev fredet 1918, og fredningen blev udvidet 1979. Der er tinglyst bevaringsdeklaration på ejendommen.